# Championnat d'Europe de Formule 2 1974
Navigation
1973 1975
Le championnat d'Europe de Formule 2 1974 est la huitième édition du championnat d'Europe de F2. Il a été remporté par le français Patrick Depailler, sur une March-BMW de l'écurie March Engineering.

## Courses de la saison 1974
| no | Date         | Épreuve                             | Lieu                   | Vainqueur             | Voiture    | Équipe            | Résumé |
| -- | ------------ | ----------------------------------- | ---------------------- | --------------------- | ---------- | ----------------- | ------ |
| 76 | 24 mars      | Grand Prix de Barcelone             | Montjuïc               | Hans-Joachim Stuck    | March-BMW  | March Engineering | Résumé |
| 77 | 7 avril      | Trophée d'Allemagne                 | Hockenheim             | Hans-Joachim Stuck    | March-BMW  | March Engineering | Résumé |
| 78 | 5 mai        | Grand Prix de Pau                   | Pau                    | Patrick Depailler     | March-BMW  | March Engineering | Résumé |
| 79 | 2 juin       | Grand Prix du Festival de Salzbourg | Salzbourg              | Jacques Laffite       | March-BMW  | BP Racing France  | Résumé |
| 80 | 9 juin       | Rhein-Pokalrennen                   | Hockenheim             | Jean-Pierre Jabouille | Alpine-BMW | Écurie Elf        | Résumé |
| 81 | 14 juillet   | Grand Prix du Mugello               | Mugello                | Patrick Depailler     | March-BMW  | March Engineering | Résumé |
| 82 | 11 août      | Kanonloppet                         | Karlskoga Motorstadion | Ronnie Peterson       | March-BMW  | March Engineering | Résumé |
| 83 | 25 août      | Grand Prix de la Méditerranée       | Enna-Pergusa           | Hans-Joachim Stuck    | March-BMW  | March Engineering | Résumé |
| 84 | 28 septembre | Grand Prix du Bade-Wurtemberg       | Hockenheim             | Patrick Depailler     | March-BMW  | March Engineering | Résumé |
| 85 | 13 octobre   | Grand Prix de Rome                  | Vallelunga             | Patrick Depailler     | March-BMW  | March Engineering | Résumé |

Notes: Certaines courses se disputaient en deux manches. Ne sont indiqués dans ce tableau que les vainqueurs du classement cumulé.

## Classement

### Attribution des points
| Points | 9 | 6 | 4 | 3 | 2 | 1 |

### Classement des pilotes
| Pos. | Pilote                   | Écurie            | Drapeau de l'Espagne | Drapeau : Allemagne de l'Ouest | Drapeau de la France | Drapeau de l'Autriche | Drapeau : Allemagne de l'Ouest | Drapeau de l'Italie | Drapeau de la Suède | Drapeau de l'Italie | Drapeau : Allemagne de l'Ouest | Drapeau de l'Italie | Points |
| ---- | ------------------------ | ----------------- | -------------------- | ------------------------------ | -------------------- | --------------------- | ------------------------------ | ------------------- | ------------------- | ------------------- | ------------------------------ | ------------------- | ------ |
| 1    | Patrick Depailler        | March Engineering | 6                    | 3                              | 9                    | -                     | -                              | 9                   | 9                   | -                   | 9                              | 9                   | 54     |
| 2    | Hans-Joachim Stuck       | March Engineering | 9                    | 9                              | -                    | -                     | 4                              | -                   | -                   | 9                   | 6                              | 6                   | 43     |
| 3    | Jacques Laffite          | BP Racing France  | -                    | -                              | 6                    | 9                     | 6                              | -                   | 6                   | -                   | -                              | 4                   | 31     |
| 4    | Jean-Pierre Jabouille    | Écurie Elf        | 4                    | -                              | 3                    | -                     | 9                              | -                   | -                   | -                   | 4                              | -                   | 20     |
| 5    | David Purley             | Team Harper       | -                    | -                              | 1                    |                       |                                |                     |                     |                     |                                |                     | 13     |
| 5    | David Purley             | Team Harper       |                      |                                |                      | 6                     | -                              | -                   | -                   |                     |                                |                     | 13     |
| 5    | David Purley             | Team Harper       |                      |                                |                      |                       |                                |                     |                     | 6                   | -                              | -                   | 13     |
| 6    | Michel Leclère           | Équipe Elf        | 1                    | 4                              | 2                    | -                     | 2                              | -                   | -                   | 3                   | -                              | -                   | 12     |
| 7    | Patrick Tambay           | Équipe Elf        | -                    | 2                              | -                    | 3                     | -                              | -                   | -                   | -                   | 3                              | 3                   | 11     |
| 8    | Gabriele Serblin         | Trivellato Racing | 3                    | -                              | -                    | -                     | -                              | -                   | 3                   | 4                   | -                              | -                   | 10     |
| 9    | Tom Pryce                | Team Baty         | -                    | -                              | -                    | -                     | 3                              |                     |                     |                     |                                |                     | 9      |
| 9    | Tom Pryce                | Team Baty         |                      |                                |                      |                       |                                | 4                   | -                   | -                   | -                              | 2                   | 9      |
| 10   | Andy Sutcliffe (en)      | Lewis Racing      | 2                    | -                              | 4                    | -                     | 1                              | -                   | -                   | -                   | -                              | -                   | 7      |
| 11   | John Watson              | Surtees Racing    | -                    | 6                              | -                    | -                     | -                              | -                   | -                   | -                   | -                              | -                   | 6      |
|      | Jean-Pierre Paoli        | BP Racing France  | -                    | -                              | -                    | -                     | -                              | 6                   | -                   | -                   | -                              | -                   | 6      |
| 13   | Jacques Coulon           | March Engineering | -                    | -                              | -                    | -                     | -                              | 3                   | -                   | -                   | 2                              | -                   | 5      |
| 14   | José Dolhem              | Surtees Racing    | -                    | -                              | -                    | 4                     | -                              | -                   | -                   | -                   | -                              | -                   | 4      |
|      | Masami Kuwashima         | Kuwashima Racing  | -                    | -                              | -                    | -                     | -                              | -                   | 4                   | -                   | -                              | -                   | 4      |
| 16   | Maurizio Flammini        | Équipe nationale  | -                    | -                              | -                    | 2                     | -                              | -                   | -                   | -                   | -                              | -                   | 2      |
|      | Giancarlo Martini        | Trivellato Racing | -                    | -                              | -                    | -                     | -                              | 2                   | -                   | -                   | -                              | -                   | 2      |
|      | Alain Cudini             | Écurie Elf        | -                    | -                              | -                    | -                     | -                              | -                   | 2                   | -                   | -                              | -                   | 2      |
|      | Torsten Palm             | Team Robert       | -                    | -                              | -                    | 1                     | -                              | -                   | 1                   | -                   | -                              | -                   | 2      |
|      | Duilio Truffo            | Équipe nationale  | -                    | -                              | -                    | -                     | -                              | -                   | -                   | 2                   | -                              | -                   | 2      |
|      | Alessandro Pesenti-Rossi | Équipe nationale  | -                    | -                              | -                    | -                     | -                              | -                   | -                   | -                   | 1                              | 1                   | 2      |
| 22   | Bertil Roos              | Opert Racing      | -                    | 1                              | -                    | -                     | -                              | -                   | -                   | -                   | -                              | -                   | 1      |
|      | Brian Henton             | March Engineering | -                    | -                              | -                    | -                     | -                              | 1                   | -                   | -                   | -                              | -                   | 1      |
|      | Cosimo Turizio           | Trivellato Racing | -                    | -                              | -                    | -                     | -                              | -                   | -                   | 1                   | -                              | -                   | 1      |